# Waleri Muchamedowitsch Kokow

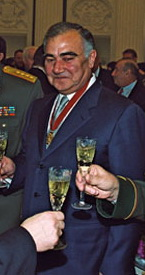
Waleri Muchamedowitsch Kokow

Waleri Muchamedowitsch Kokow (russisch Валерий Мухамедович Коков, kabardinisch КӀуэкӀуэ Валерэ, Мухьэмэд и къуэ; * 18. Oktober 1941 in Tyrnyaus, Kabardino-Balkarien; † 29. Oktober 2005 in Moskau) war von 1990 bis 2005 Präsident von Kabardino-Balkarien, einer Republik der Russischen Föderation.

## Biographie
1975 wurde Kokow in den Obersten Sowjet der Kabardino-Balkarischen Autonomen Sozialistischen Sowjetrepublik gewählt. Von 1974 bis 1983 bekleidete er den Posten des Ersten Sekretärs der Kommunistischen Partei in der Provinz Urwan im Osten von Kabardino-Balkarien. Zwischen 1985 und 1988 war er Leiter des Kabardino-Balkarischen Regionalkomitees für Landwirtschaft.

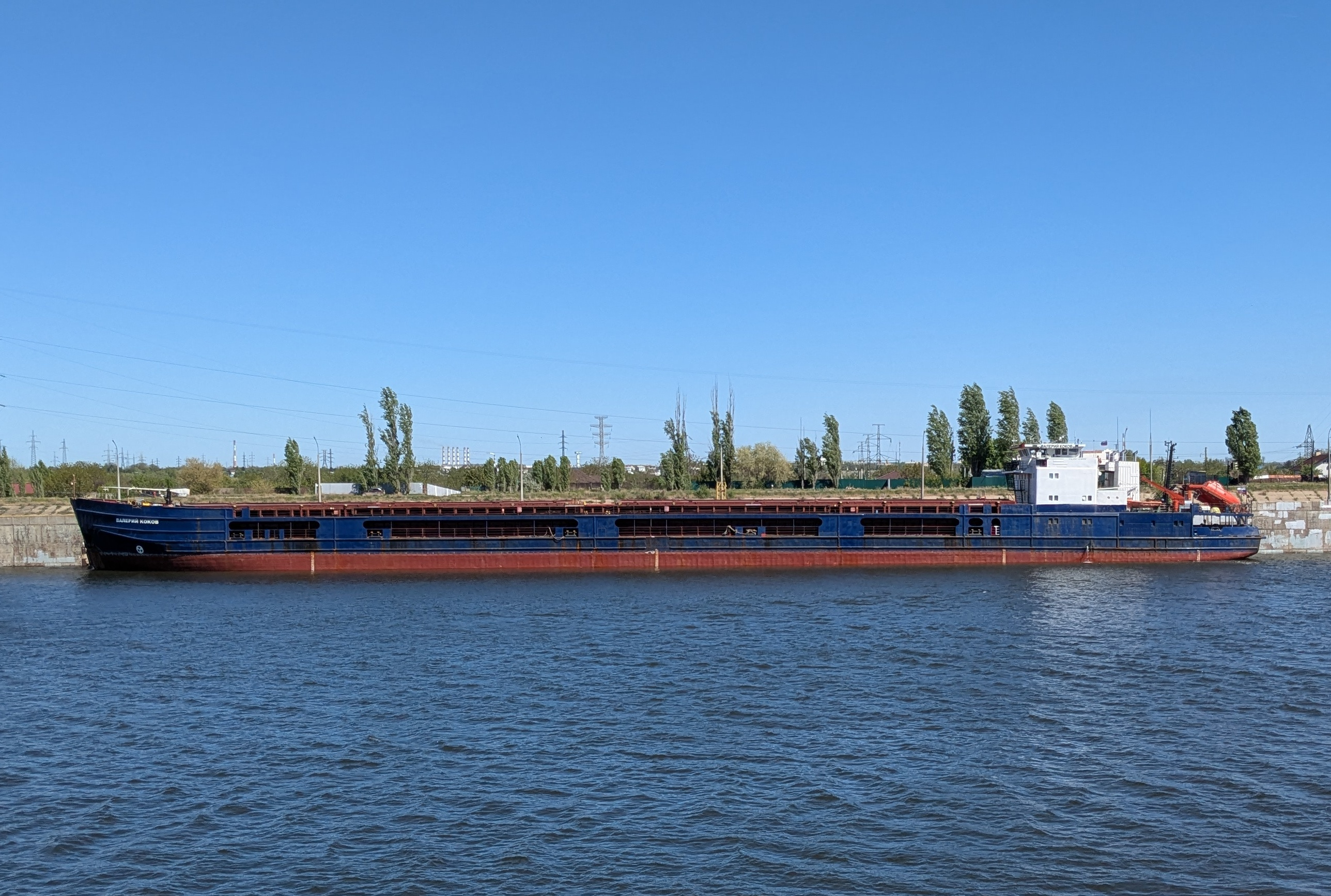
Trockenfrachtschiff "Waleri Kokow"

Kokow war Vorsitzender des obersten Sowjets der Republik von 1990 bis 1991 und wurde 1992 zum ersten Mal zum Präsidenten gewählt. Er neutralisierte effektiv die Opposition und wurde zweimal mit Erdrutschsiegen wiedergewählt; 1997 mit 98 % und 2002 mit 87 % der Stimmen. Er hielt erfolgreich die Stabilität innerhalb der Republik aufrecht, obwohl sie nahe der vom Krieg zerrissenen Republik Tschetschenien liegt. Kokow litt seit mehreren Jahren an Krebs. Am 16. September 2005 kündigte er seinen Rücktritt an. Er gab hierfür – knapp eineinhalb Jahre vor dem Ende seiner Amtszeit – keine Gründe an. Er blieb im Amt, bis zwei Wochen später sein Nachfolger Arsen Kanokow gewählt wurde.

## Einzelnachweis
1. ↑  Коков Валерий Мухамедович. In: Кавказский Узел (Caucasian Knot). 28. Mai 2001, abgerufen am 31. August 2020 (russisch).

| Personendaten    | Personendaten                                                       |
| ---------------- | ------------------------------------------------------------------- |
| NAME             | Kokow, Waleri Muchamedowitsch                                       |
| ALTERNATIVNAMEN  | Коков, Валерий Мухамедович (russisch)                               |
| KURZBESCHREIBUNG | russischer Politiker, Präsident von Kabardino-Balkarien (1990–2005) |
| GEBURTSDATUM     | 18. Oktober 1941                                                    |
| GEBURTSORT       | Tyrnyaus, Kabardino-Balkarien                                       |
| STERBEDATUM      | 29. Oktober 2005                                                    |
| STERBEORT        | Moskau                                                              |